# Garceno
Garceno és una concentració de població designada pel cens dels Estats Units a l'estat de Texas. Segons el cens del 2000 tenia 1.438 habitants.

## Demografia
Segons el cens del 2000, Garceno tenia 1.438 habitants, 354 habitatges, i 312 famílies. La densitat de població era de 170,3 habitants per km².
Dels 354 habitatges en un 57,9% hi vivien nens de menys de 18 anys, en un 63,6% hi vivien parelles casades, en un 18,6% dones solteres, i en un 11,6% no eren unitats familiars. En el 10,5% dels habitatges hi vivien persones soles el 4,8% de les quals corresponia a persones de 65 anys o més que vivien soles. El nombre mitjà de persones vivint en cada habitatge era de 4,06 i el nombre mitjà de persones que vivien en cada família era de 4,35.
Per edats la població es repartia de la següent manera: un 39,2% tenia menys de 18 anys, un 12,6% entre 18 i 24, un 25,9% entre 25 i 44, un 16,1% de 45 a 60 i un 6,2% 65 anys o més.
L'edat mediana era de 24 anys. Per cada 100 dones de 18 o més anys hi havia 92,1 homes.
La renda mediana per habitatge era de 9.750 $ i la renda mediana per família de 10.833 $. Els homes tenien una renda mediana de 12.670 $ mentre que les dones 7.132 $. La renda per capita de la població era de 5.922 $. Aproximadament el 68,8% de les famílies i el 71,1% de la població estaven per davall del llindar de pobresa.

## Poblacions més properes
El següent diagrama mostra les poblacions més properes.